# SUPER CD-ROM2
SUPER CD-ROM2（スーパーシーディーロムロム）とは、1991年12月13日に日本電気ホームエレクトロニクス（NECホームエレクトロニクス）より発売されたPCエンジン用の周辺機器、及び同等の機能を持つシステム、それを用いたゲームソフトのプラットフォームの呼称。型番はPI-CD1。当時のメーカー希望小売価格は47,800円。

## 概要
PCエンジンの周辺機器であるCD-ROM2システムのSRAMを4倍に強化した上位規格のシステムである。CD-ROM2用ソフトとSUPER CD-ROM2用ソフト両方を起動する事が出来る。この規格に対応したシステムの組み合わせとして主に以下の3通りの方法が提供された。
- 旧CD-ROM2システム本体にスーパーシステムカードを入れ替える（旧機種ユーザー向けの方法）
- PCエンジン本体にSUPER CD-ROM2システム本体を接続する（PCエンジンのみの所有者向けの方法）
- 一体型機種であるPCエンジンDuoシリーズを使う（新規ユーザー向けの方法）

この他、後年になってから発売されたパイオニアの製品で、数ヶ月後にNECホームエレクトロニクスもOEMで販売したレーザーアクティブPCエンジンパックもSUPER CD-ROM2に対応している。

## ハードウェア

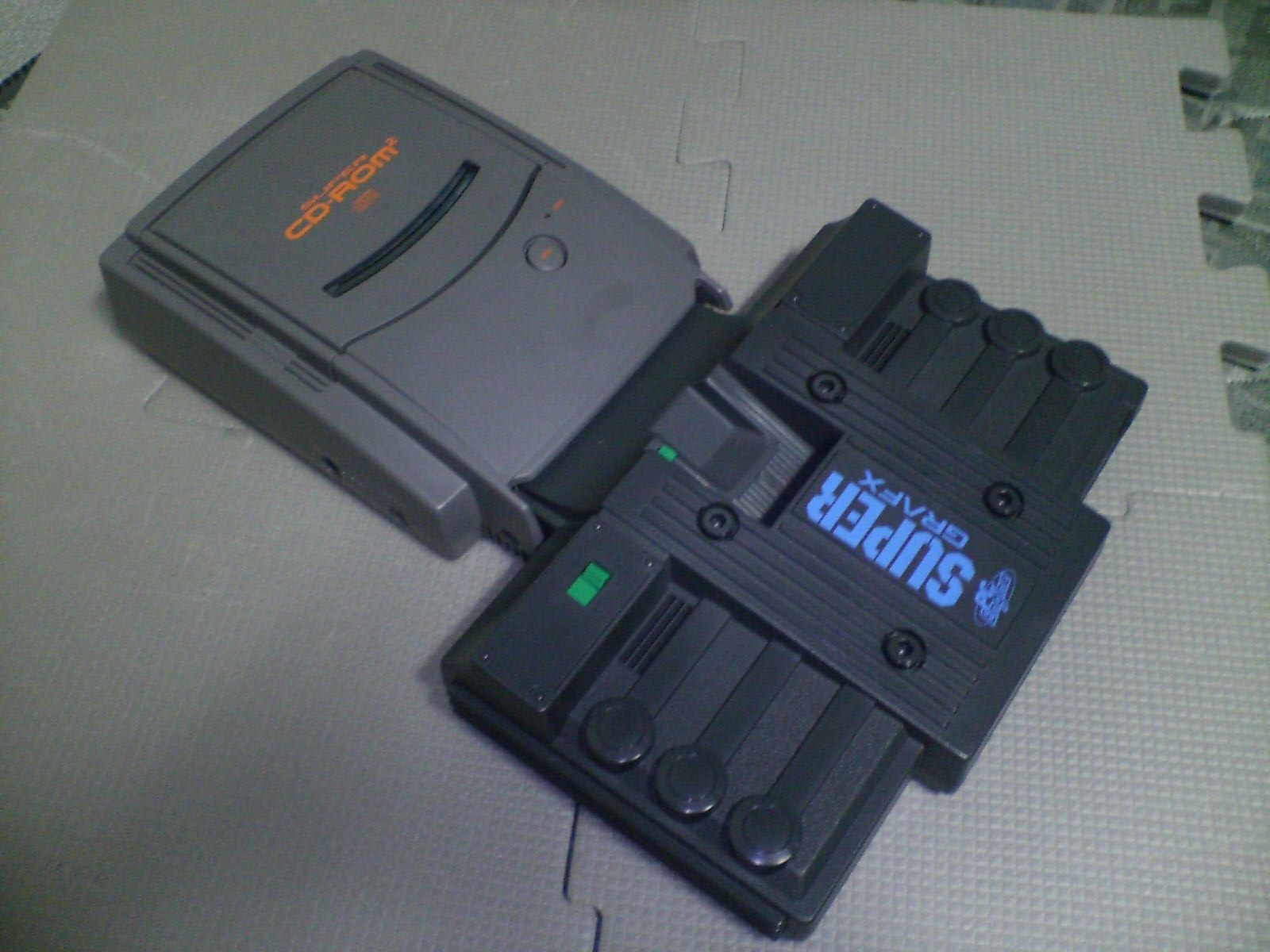
スーパーグラフィックスに直接接続したSUPER CD-ROM^{2}

本体の色調はコアグラフィックスIIに合わせたもの。ユニット全体が拡張バスの後方に配置されるデザインにしたことでPCエンジンスーパーグラフィックスにもアダプタなしで直接接続可能となったが、PCエンジンLTとの接続にはSUPER ROM2 ADAPTER（PI-AD18）が必要となった。
旧CD-ROM2システム本体からの変更点は、システムカードとインターフェースユニットの内蔵、SRAM容量増加（2Mbit）。旧CD-ROM2システムで各々独立していたパーツをコンパクトに一体化させたことで、上位機種ながら定価は大きく下がった。またSRAM容量増加によって、旧CD-ROM2の欠点だった読み込みの多さをある程度解消することができた。
上記の通りシステムカード機能が内蔵されているため、CD-ROMソフトを使う場合はアーケードカードなどの使用時を除きPCエンジン本体のHuカードスロットには何も挿さないでスイッチを入れる。これはPCエンジンDuoでも同じ仕様になっている。

### 仕様
| CD-ROMドライブ          | 等速 （150KB/秒）                                      |
| 通信プロトコル          | SCSI-1                                                 |
| SRAM                    | 2Mbit（256KB）                                         |
| ADPCM用DRAM             | 64KB                                                   |
| ADPCMデータフォーマット | 1ch 1Bit（符号）+3Bit（最適化済変位量 沖電気独自形式） |
| バックアップ用SRAM      | 2KB                                                    |

- SUPER CD-ROM2本体左側面には電源出力端子があり、PCエンジンおよびPCエンジンコアグラフィックスへの給電が可能である。ただしPCエンジンスーパーグラフィックスへの給電には対応していない。
- 本体底に用途不明の拡張端子がある。

## 周辺機器

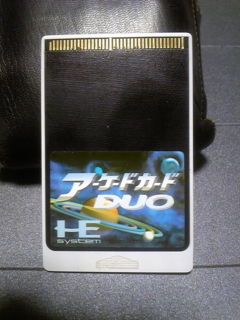
アーケードカードDUO

### NECホームエレクトロニクス純正
| 型番    | 名称                 | 発売日          | 備考 |
| ------- | -------------------- | --------------- | --- |
| PAD-125 | ACアダプタ           | 1991年 12月13日 | SUPER CD-ROM2用のACアダプタ。                                                                                          |
| PI-AD18 | SUPER ROM2アダプター | 1992年 3月      | PCエンジンLTをSUPER CD-ROM2と接続する際に必須になるアダプタ。 特に意味は無いもののRAU-30と同時に使用することも出来る。 |
| PCE-AC1 | アーケードカードDUO  | 1994年 3月12日  | PCエンジンDuo系の機種やSUPER CD-ROM2用のアーケードカード。                                                             |

### 他社発売
- 「HACKER CD CARD」についてはハッカーインターナショナルのツール類を参照。

## バージョン変更
アーケードカード
SUPER CD-ROM2にアーケードカードDuoを組み合わせる等の方法で16MbitのDRAMを追加したアーケードカード対応システムにバージョンアップできる。対応するシステムの組み合わせについては当該記事参照。
バージョンダウン
SUPER CD-ROM2対応機種に旧CD-ROM2付属のシステムカード（別売りも存在）を差し込むと旧CD-ROM2規格として起動できる。
一見無意味だが、SUPER CD-ROM2用ソフトの多くは旧CD-ROM2で起動した際の警告画面が様々な趣向を凝らしており一種のおまけ要素になっている。
また、初期ロットの『獣王記』はバージョン2.0以上のシステムカードでは不具合が発生するため、SUPER CD-ROM2やPCエンジンDuoではバージョン1.0のシステムカードを挿入したほうが安全にプレイすることが可能であるなど、一部ソフトのワークアラウンドにもなっていた。

## ソフトウェア
CD-ROM2からSUPER CD-ROM2へのプラットフォーム移行過渡期には、SUPER CD-ROM2で起動したほうが動作が快適になるなど両者での動作に変化が発生するCD-ROM2対応ソフトがいくつか発売されている。
初期のSUPER CD-ROM2専用ソフトは、コアグラフィックス単体や旧CD-ROM2の所持者を意識してか、前述のプレイ方法が事細やかに記されていた。
発売済みの『ドラゴンスレイヤー英雄伝説』と発売前の『天外魔境II 卍MARU』の体験版を収録しただけの『SUPER CD-ROM2体験ソフト集』が実質的なローンチタイトルであり、一般タイトルにおけるローンチタイトルは無かった。本機の発売前で、PCエンジンDuo発売後（1991年9月21日）かつスーパーシステムカードと同時発売（1991年10月25日）の『天使の詩』、『ドラゴンスレイヤー英雄伝説』、『ポピュラス ザ・プロミストランド』が初のSUPER CD-ROM2専用ソフトである。最後のタイトルは1999年6月3日発売の『デッド・オブ・ザ・ブレイン 1&2』である。

## 反響
同時期にセガからメガドライブ用周辺機器としてSUPER CD-ROM2の性能を上回るメガCDが発売され、初めてのCD-ROM機種の競合となるが、既にPCエンジンソフトの主流になっていたCD-ROM2システムからSUPER CD-ROM2環境へのアップグレードが容易だった事や、新規ユーザ向けにSUPER CD-ROM2用ソフトが遊べるPCエンジンDuoが発売された事で普及が進み、ソフト供給も安定していたため同世代のCD-ROMプラットフォームとしてはPCエンジンが活発であった。PCエンジンの市場はSUPER CD-ROM2中心に移行し多数のタイトルが発売された。
プラットフォームとしてのSUPER CD-ROM2普及の一方で、周辺機器としてのSUPER CD-ROM2システム本体は、同規格に対応するハードの中で発売が遅く、先行して発売されたスーパーシステムカードとPCエンジンDuoで販売開始時の需要をほぼカバーできたことに加え、以降の主力ハードがPCエンジンDuoシリーズにシフトしたことで、この機器自体はセールス的には不振に終わった。
一方、SUPER CD-ROM2は容量が大きい分、従来の手法が通用しないこともあり、時には思わぬ結果をもたらすこともあった。たとえば、『天外魔境II 卍MARU』の場合、ハードの価格に見合った作品にしたいということで大作にする方針が立てられたが、当初の開発体制が作品の規模にそぐわないことが判明し、どんどん開発規模が膨れ上がっていった。また、プログラマーである岩崎啓眞の「従来のようにグラフィックを先行して進めていては間に合わない」という判断から、プロトタイピングに類似した手法が導入されたものの、当初予定していた1991年の年末商戦に間に合わず、1992年3月の発売へとずれこんだ。